# 메시에 109
메시에 109는 큰곰자리에 있는 막대나선은하이다. 큰곰자리의 4개 은하 중 하나 이다.

## 같이 보기
- 메시에 천체 목록
- NGC 1300